# Yasuhiro Nightow
Yasuhiro Nightow, pseudonimo di Yasuhiro Naitō (内藤 泰弘?, Naitō Yasuhiro; Yokohama, 8 aprile 1967), è un fumettista giapponese, creatore del famoso manga Trigun, da cui venne in seguito tratto l'omonimo anime.
Nato a Yokohama, trascorre gli anni delle elementari a Yokosuka e quelli delle medie e superiori a Shizuoka. A Tokyo frequenta l'università Hosei dove studia scienze sociali. Terminati gli studi lavora per 3 anni in un'agenzia immobiliare. Ha collaborato al manga Call XXXX apparso sulla rivista Super Jump. Nel 1994 realizza il fumetto Samurai Shodown (basato sull'omonima serie di videogiochi picchiaduro), lo stesso anno appare sul mensile Shonen Captain il primo capitolo di Trigun.
La serie continuerà sino al 1997, anno in cui la rivista chiude. Dieci mesi più tardi riprenderà la pubblicazione su Young King OURs con il nuovo titolo di Trigun Maximum, serie terminata nel 2007. 
Nel 2009 inizia la serializzazione di Blood Blockade Battlefront (Kekkai Sensen) sulla rivista Jump Square per poi, nel 2010, spostarne la pubblicazione su Jump SQ.19. 
Naitō è stato inoltre autore del manga one-shot Satellite Lovers, apparso sulla stessa rivista della serie Maximum. 
Naitō è anche creatore di personaggi e storie per SEGA/Red Entertainment con anime e videogiochi della serie Gungrave e ideatore delle action figure Revoltech prodotte dalla Kayodo.
| Opera                                                              | Anno      |
| ------------------------------------------------------------------ | --------- |
| Samurai Shodown                                                    | 1995      |
| Trigun                                                             | 1995–97   |
| Trigun Maximum                                                     | 1997–2007 |
| Samurai Shodown V, Youkai Kusaregedo (personaggio)                 | 2003      |
| Blood Blockade Battlefront (Kekkai Sensen)                         | 2009–15   |
| Blood Blockade Battlefront Back 2 Back (Kekkai Sensen Back 2 Back) | 2015–22   |
| S.Flight (raccolta di one-shot)                                    | 2018      |